# Zdolność administracyjnoprawna
Zdolność administracyjnoprawna - zdolność do uczestniczenia w postępowaniu administracyjnym jako strona. Kodeks postępowania administracyjnego przyznaje zdolność administracyjnoprawną osobom fizycznym i osobom prawnym, a jeśli chodzi o państwowe i samorządowe jednostki organizacyjne i organizacje społeczne - także jednostkom nie posiadającym osobowości prawnej (art. 29). Stroną w postępowaniu administracyjnym mogą też być osobowe spółki handlowe, nieposiadające osobowości prawnej.
Stroną nie jest organ zobowiązany do zajęcia stanowiska w sprawie w postępowaniu przed organem wydającym decyzję w sprawie indywidualnej.